# Sammamish
Sammamish (kiejtése: səˈmæmɪʃ) az Amerikai Egyesült Államok északnyugati részén, Washington állam King megyéjében elhelyezkedő város. A 2010. évi népszámlálási adatok alapján 45 780 lakosa van.

## Történet
Az első telepesek a 19. század végén érkeztek, az 1930-as években pedig három üdülőt alapítottak. Az 1970-es és 1980-as években üzletek, iskolák és lakások épültek. 1991-ben népszavazást tartottak az Issaquah-ba olvadásról, 1992-ben pedig a várossá válásról, azonban mindkét javaslat elbukott. A megyei rendeletekkel elégedetlen lakók 1998-ban újra szavaztak a városi rangról, amelyet a település 1999. augusztus 31-én kapott meg. Klahanie 2016. január 1-jén Sammamish-be olvadt.

## Éghajlat
A város éghajlata mediterrán (a Köppen-skála szerint Csb).
| Hónap                         | Jan. | Feb. | Már. | Ápr. | Máj. | Jún. | Júl. | Aug. | Szep. | Okt. | Nov. | Dec.  | Év    |
| ----------------------------- | ---- | ---- | ---- | ---- | ---- | ---- | ---- | ---- | ----- | ---- | ---- | ----- | ----- |
| Rekord max. hőmérséklet (°C)  | 17,8 | 18,9 | 25,6 | 27,8 | 32,2 | 33,9 | 40,6 | 35,0 | 33,9  | 30,6 | 24,4 | 17,8  | 40,6  |
| Átlagos max. hőmérséklet (°C) | 8,3  | 10,0 | 12,2 | 15,0 | 17,8 | 21,1 | 24,4 | 24,4 | 21,7  | 15,6 | 10,6 | 7,8   | 15,8  |
| Átlagos min. hőmérséklet (°C) | 2,8  | 2,8  | 3,9  | 6,1  | 8,9  | 11,1 | 13,3 | 13,9 | 11,7  | 8,3  | 5,0  | 2,2   | 7,5   |
| Rekord min. hőmérséklet (°C)  | −7,8 | −7,2 | −2,8 | −0,6 | 1,7  | 6,1  | 8,3  | 8,3  | 6,1   | −1,7 | −7,8 | −11,7 | −11,7 |
| Átl. csapadékmennyiség (mm)   | 122  | 87   | 89   | 70   | 55   | 41   | 20   | 25   | 39    | 87   | 148  | 138   | 921   |
| Forrás: The Weather Channel   |      |      |      |      |      |      |      |      |       |      |      |       |       |

## Népesség
A 2010-es népszámláláskor a városnak 45 780 lakója, 15 154 háztartása és 12 918 családja volt. A népsűrűség 865,4 fő/km2. A lakóegységek száma 15 736, sűrűségük 297,5 db/km2. A lakosok 74,7%-a fehér, 1%-a afroamerikai, 0,3%-a indián, 19,3%-a ázsiai, 0,1%-a a Csendes-óceáni szigetekről származik, 0,9%-a egyéb, 3,7%-a pedig kettő vagy több etnikumú. A spanyol vagy latino származásúak aránya 3,9% (   )
A háztartások 52,9%-ában élt 18 évnél fiatalabb. 76,9% házas, 5,6% egyedülálló nő, 2,7% egyedülálló férfi, 14,8% pedig nem család. 11,4% egyedül élt; 2,1%-uk 65 éves vagy idősebb. Egy háztartásban átlagosan 3,01 személy élt; a családok átlagmérete 3,28 fő.
A medián életkor 37,7 év volt. A város lakóinak 32,2%-a 18 évesnél fiatalabb, 4,9% 18 és 24 év közötti, 27,9%-uk 25 és 44 év közötti, 29,4%-uk 45 és 64 év közötti, 5,7%-uk pedig 65 éves vagy idősebb. A lakosok 50,1%-a férfi, 49,9%-a pedig nő.

## Oktatás
Az északon fekvő iskolák fenntartója a Lake Washington, míg a délen fekvőké az Issaquah-i Tankerület. Az Eastside Catholic School a katolikus egyház által működtetett intézmény.
A Közép-washingtoni Egyetem sammamishi kampusza 2017. szeptember 20-án nyílt meg.

## Közlekedés
A város közösségi közlekedését a King County Metro biztosítja.

## Nevezetes személyek
- Blake Hawksworth, baseballjátékos[17]
- Hunter Bryant, amerikaifutball-játékos[18]
- Kim Schrier, politikus[19]
- Matisse Thybulle, kosárlabdázó[20]

## Fordítás
- Ez a szócikk részben vagy egészben  a   Sammamish, Washington című angol Wikipédia-szócikk ezen változatának fordításán alapul.  Az eredeti cikk szerkesztőit annak laptörténete sorolja fel. Ez a jelzés csupán a megfogalmazás eredetét és a szerzői jogokat jelzi, nem szolgál a cikkben szereplő információk forrásmegjelöléseként.